# Surodchana Khambao
Surodchana Khambao (født 23. december 1999) er en thailandsk vægtløfter.
Hun repræsenterede Thailand ved sommer-OL 2024 i Paris, hvor hun vandt bronze i 49 kg-klassen. Hun var 1 kg foran Indiens Saikhom Mirabai Chanu, der sluttede på fjerdepladsen.